# Piero Guzmán
Piero Guzmán (Piura, Provincia de Piura, Perú, 21 de enero de 2000) es un futbolista peruano. Juega de defensa central y su equipo actual es el Alianza Atlético de la Primera División del Perú.

## Trayectoria
Fue formado en las divisiones menores de Universitario de Deportes. En 2019 fue ascendido al equipo de reservas de Universitario. Luego de no haber torneo de menores en el año 2020 por la pandemia de COVID-19; en noviembre de 2020 firmó su primer contrato profesional luego de haber estado entrenando con el plantel merengue en Campo Mar. Luego de haber estado en la pretemporada con el club merengue, finalmente quedó en la lista por orden de Ángel Comizzo, como jugador del plantel principal para la temporada 2021.
Su primera y única aparición del año fue en el banco de suplentes en la fecha 9 frente a Carlos A. Mannucci. En busca de más minutos fue cedido en préstamo a Pirata F. C. hasta fin de año. En lo colectivo tuvo una mala campaña con el elenco pirata, quedando último en el acumulado. Sin embargo, logró debutar profesionalmente y jugar toda la segunda parte del torneo de Segunda División. Regresó a Universitario de Deportes para disputar la temporada 2022. Además, fue inscrito para la Copa Libertadores 2022, quedándose en el banco de suplentes durante los partidos de ida y vuelta frente a Barcelona. Su debut se dio en la fecha 6 frente a Cienciano, donde pudo anotar el empate 1-1. En la temporada 2023 salió campeón nacional al vencer en la final a Alianza Lima, obteniendo su primer título nacional. El 5 de junio del 2024, el futbolista es cedido a Cusco FC. Jugó un total de 12 partidos, logrando anotar un gol. 
A pesar de su nivel aceptable en Cuzco y al tener contrato vigente con Universitario por todo el 2025, vuelve a ser cedido a préstamo; esta vez a Alianza Atlético por todo una temporada. 

## Estadísticas

### Clubes
Actualizado de acuerdo al último partido jugado el 3 de octubre de 2023.
| Universitario de Deportes · Perú | 1.ª           | 2021          | —  | — | — | — | — | — | 0  | 0 |
| Pirata F.C. · Perú               | 2.ª           | 2021          | 9  | 0 | — | — | — | — | 9  | 0 |
| Pirata F.C. · Perú               | Total club    | Total club    | 9  | 0 | 0 | 0 | 0 | 0 | 9  | 0 |
| Universitario de Deportes · Perú | 1.ª           | 2022          | 12 | 2 | — | — | 0 | 0 | 12 | 2 |
| Universitario de Deportes · Perú | 1.ª           | 2023          | 12 | 0 | — | — | 0 | 0 | 12 | 0 |
| Universitario de Deportes · Perú | Total club    | Total club    | 24 | 2 | 0 | 0 | 0 | 0 | 24 | 2 |
| Total carrera                    | Total carrera | Total carrera | 33 | 2 | 0 | 0 | 0 | 0 | 33 | 2 |
| 1. 2.                            |               |               |    |   |   |   |   |   |    |   |

## Palmarés

### Títulos nacionales
| Título                    | Club                      | País | Año  |
| ------------------------- | ------------------------- | ---- | ---- |
| Torneo Clausura           | Universitario de Deportes | Perú | 2023 |
| Primera División del Perú | Universitario de Deportes | Perú | 2023 |
| Torneo Apertura           | Universitario de Deportes | Perú | 2024 |